# Emil Schlander
Emil Schlander (* 14. September 1888 in Unterdrauburg; † 30. November 1978 in Wien) war ein österreichischer Oto-Rhino-Laryngologe.
Emil Schlander studierte Medizin an der Universität Graz und spezialisierte sich auf die Hals-, Nasen- und Ohrenheilkunde. Nach dem Ersten Weltkrieg war er Assistent an der Klinik von Heinrich Neumann von Héthárs. Er wurde habilitiert, 1940 wurde ihm jedoch die Venia Legendi aus rassischen Gründen entzogen. Im Jahr 1945 wurde er wieder eingestellt und zum Vorstand der 1. Hals-, Nasen- und Ohrenklinik berufen. 1950 folgte die Ernennung zum Ordinarius.